# Іран на зимових Олімпійських іграх 2022
Іран взяв участь у зимових Олімпійських іграх 2022, що тривали з 4 до 20 лютого в Пекіні (Китай).
Збірна Ірану складалася з трьох спортсменів (двох чоловіків і однієї жінки), що змагались у двох видах спорту. Атефе Агмаді і Хусейн Саве-Шемшакі несли прапор своєї країни на церемонії відкриття. 10 лютого 2022 року Саве-Шемшакі став першим спортсменом на цих зимових Олімпійських іграх, у якого виявили допінг.

## Спортсмени
Кількість спортсменів, що беруть участь в Іграх, за видами спорту.
| Вид спорту          | Чоловіки | Жінки | Загалом |
| ------------------- | -------- | ----- | ------- |
| Лижні перегони      | 1        | 0     | 1       |
| Гірськолижний спорт | 1        | 1     | 2       |
| Загалом             | 2        | 1     | 3       |

## Гірськолижний спорт
Від Ірану на ігри кваліфікувалися один гірськолижник і одна гірськолижниця, що відповідали базовому кваліфікаційному критерію.
| Спортсмен    | Дисципліна     | 1-й спуск | 1-й спуск | 2-й спуск | 2-й спуск | Сума | Сума  |
| Спортсмен    | Дисципліна     | Час       | Місце     | Час       | Місце     | Час  | Місце |
| ------------ | -------------- | --------- | --------- | --------- | --------- | ---- | ----- |
| Атефе Агмаді | Слалом (жінки) | 1:11.88   | 57        | НФ        | НФ        | НФ   | НФ    |

## Лижні перегони
Від Ірану на Ігри кваліфікувався один лижник, що відповідав базовому кваліфікаційному критерію.
Дистанційні перегони
| Спортсмен            | Дисципліна                        | Класичний стиль | Класичний стиль | Вільний стиль | Вільний стиль | Фінал   | Фінал       | Фінал |
| Спортсмен            | Дисципліна                        | Час             | Місце           | Час           | Місце         | Час     | Відставання | Місце |
| -------------------- | --------------------------------- | --------------- | --------------- | ------------- | ------------- | ------- | ----------- | ----- |
| Даніаль Саве Шемшакі | 15 км класичним стилем (чоловіки) | Н/Д             | Н/Д             | Н/Д           | Н/Д           | 47:26.0 | +9:31.2     | 84    |